# Can Sià
Can Sià és una casa d'Amer (Selva) inclosa a l'Inventari del Patrimoni Arquitectònic de Catalunya.

## Descripció
Edifici entre mitgeres de tres plantes i coberta de doble vessant a façana. Consta de dues crugies, està arrebossat i pintat de color blanc, a excepció dels marcs de les obertures del primer pis.
La planta baixa té dues portes metàl·liques de garatge amb brancals de rajola i una porta d'accés als pisos superiors.
El primer pis consta d'un balcó de base monolítica i amb barana de ferro de decoració senzilla i d'una finestra, totes dues obertures emmarcades de pedra sorrenca amb blocs grans i de llinda monolítica.
El segon pis presenta un badiu de dos obertures de mig punt, d'impostes de rajola, i dues petites obertures rectangulars amb marcs de fusta en el lloc on, evidentment, existien unes altres dues finestres d'arc de mig punt.
El ràfec de la cornisa és de dues fileres, una de rajola plana i una de teula.

## Història
Edifici originari de finals del segle xix o principis del segle xx, possiblement sobre edificacions anteriors.
El model de casa de l'interior del nucli d'Amer, com la majoria de cases de pagès, constava de dos plantes: una planta baixa pel bestiar i com a paller, i a les plantes superiors per a habitatge era comú fins al segon terç del segle xx.
A la zona del Firal, poc edificat fins a mitjans del segle xx, era on antigament se situava la fira de bestiar en determinades èpoques de l'any.
Aquesta casa és molt similar pel que fa a estructura i disposició general, a la veïna del passeig del Firal núm. 3, Can Ferrer.